# Itaverava
Itaverava là một đô thị thuộc bang Minas Gerais, Brasil. Đô thị này có diện tích 282,642 km², dân số năm 2007 là 5724 người, mật độ 22,7 người/km².